# Tom Thould
Thomas Henry Thould, detto Tom (Weston-super-Mare, 11 gennaio 1886 – Weston-super-Mare, 15 giugno 1971), è stato un pallanuotista britannico, vincitore di una medaglia d'oro alle olimpiadi di Londra 1908.